# SN 2011dw
SN 2011dw – supernowa typu II/IIb odkryta 24 czerwca 2011 roku w galaktyce M+07-34-110. W momencie odkrycia miała maksymalną jasność 17,50m.